# Déclic Théâtre
Déclic Théâtre est une compagnie théâtrale créée en 1993 à Trappes (78) par Jean-Baptiste Chauvin et Alain Degois, dit « Papy », dont l’essentiel des activités est axé autour de la pratique artistique du match d'improvisation théâtrale.
Compagnie de théâtre, mais également radio de proximité avec Marmite FM, Déclic Théâtre est une compagnie engagée sur le territoire de Saint-Quentin-en-Yvelines en direction des habitants  et plus particulièrement des jeunes, principalement en milieu scolaire. Elle développe notamment depuis 1999 le CICMIT, le Championnat Inter-Collèges de Matchs d'Improvisation Théâtrale de Saint-Quentin-en-Yvelines, programme intercommunal de pratique artistique autour du match d'impro ou encore "Trappes Impro Junior", équipe d'excellence championne du monde 2017.
Jamel Debbouze, Sophia Aram, Arnaud Tsamère, Laurent Ournac, Laurie Peret ou encore Issa Doumbia ont fait leurs premiers pas de comédien à Déclic Théâtre.
La direction artistique est assurée depuis 2013 par un collectif d'Artistes Associés.

## Jamel Debbouze et Déclic Théâtre

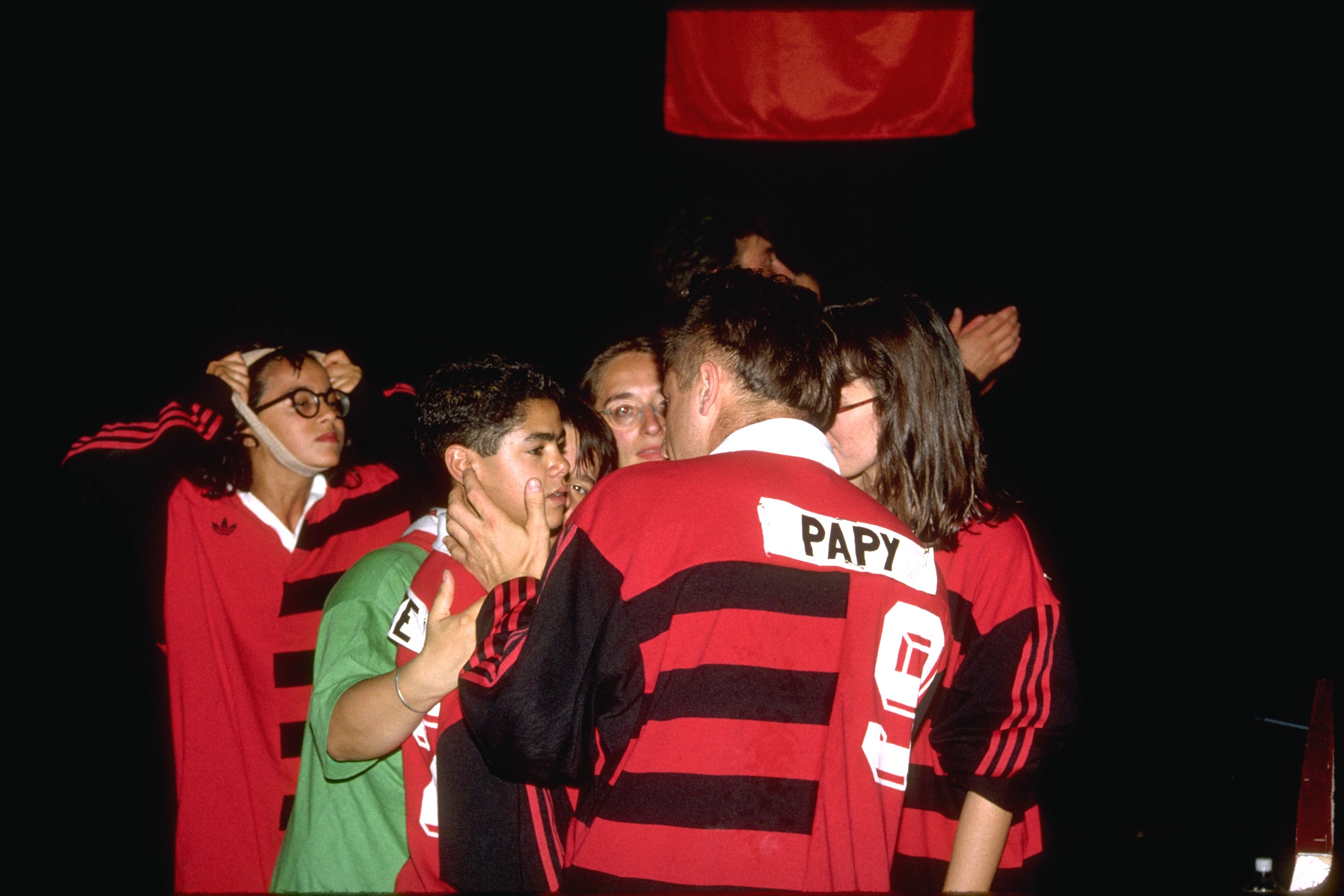
Jamel Debbouze

C’est en 1990, à l’âge de 15 ans que Jamel Debbouze découvre l’improvisation théâtrale en intégrant l’atelier mené par Papy au collège Gustave Courbet de Trappes. Menant son équipe à la victoire du tournoi des collèges de la ville, il est rapidement repéré pour ses talents d’écriture et d’interprétation. Il intègre alors l’équipe d’impro des Juniors de Trappes qui se classe en troisième position au Championnat de France d’improvisation 1991 à Marcq-en-Barœul .
Jamel Debbouze âgé de seulement 17 ans intègre alors en 1992 l’équipe adulte de Trappes, les Neauphlards avec qui il jouera plusieurs tournois internationaux, au Québec et au Maroc notamment. Il jouera dans cette équipe aux côtés de Sophia Aram. En 1993, il conduit les Neauphlards à la victoire du championnat des Yvelines organisé par la LIDY.
En 1995, Jamel Debbouze écrit son premier spectacle « C’est tout neuf » produit par Déclic Théâtre et mis en scène par Papy. La première du spectacle a lieu en avril 1995 à Trappes dans la salle municipale Jean-Baptiste Clément. En parallèle, il commence ses chroniques humoristiques sur le cinéma à Radio Nova puis sur Canal+.
Tout en menant une carrière de comédien de premier plan, Jamel Debbouze est toujours engagé auprès de la compagnie Déclic Théâtre. Il organise notamment en 1999 une soirée de soutien à la compagnie avec de nombreux artistes au Bataclan. Il continue par la suite à être présent aux événements importants de la compagnie, notamment ceux impliquant les jeunes des quartiers.
Depuis 2010, Jamel Debbouze est le parrain du Trophée d’Impro Culture & Diversité,, championnat national inter-collèges créé par La Fondation Culture & Diversité et la Compagnie Déclic Théâtre.

## Papy
Alain Degois, dit « Papy », cofondateur de la compagnie Déclic Théâtre, est nommé le 17 janvier 2013, chevalier de l'ordre des arts et des lettres par la Ministre de la Culture et de la Communication, Aurélie Filippetti. Il raconte, dans un livre intitulé « Made in Trappes »,, son parcours et ses rencontres avec ces enfants de la banlieue à qui il a donné pendant 20 ans la possibilité de se donner à voir et à entendre dans les patinoires de Déclic Théâtre.
En 2013, Papy quitte sa fonction de Directeur Artistique de la compagnie pour poursuivre de nouvelles aventures artistiques, notamment la création d'une société de production, AD2 Productions.

## Marmite FM 88.4
Créée par Déclic Théâtre en 2001, Marmite FM est une radio locale à vocation culturelle, éducative et citoyenne, qui donne la parole aux habitants et associations de Trappes et plus largement Saint-Quentin-en-Yvelines.

## Ils sont passés par Déclic Théâtre[7]
- Jamel Debbouze[8],[2].
- Sophia Aram[8],[9].
- Arnaud Tsamere[10],[8],[11].
- Laurent Ournac[12].
- Arnaud Joyet[10].
- Laurie Peret[13].
- Issa Doumbia[8],[14].
- Janane Boudili.
- Matthieu Longatte[15].
- Alban Ivanov.